# Királyi Poroszország
Királyi Poroszország (lengyelül: Prusy Królewskie németül: Preußen Königlichen Anteils, röviden Polnisch-Preußen) állam a történeti Poroszország területén, amely a második thorni béke  és  Lengyelország első felosztása között állt fenn. A Királyi Poroszország nem lett lengyel tartomány, hanem önálló ország maradt, saját államalkotmánnyal. 

## Közigazgatási felosztások
- Kulmi vajdaság
  - Distrikt Thorn
  - Distrikt Rheden
  - Distrikt Graudenz
  - Distrikt Strasburg
  - Distrikt Neumark
- Malborki vajdaság
  - Distrikt Marienburg
  - Distrikt Christburg
  - Distrikt Stuhm
  - Distrikt Tolkemit
- Pomerániai Vajdaság (Kelet-Pomeránia), latinul: Palatinatus Pomeranensis, lengyelül: Województwo pomorskie
  - Distrikt Dirschau (Danziggal)
  - Distrikt Neuenburg
  - Distrikt Schwetz
  - Distrikt Tuchel
  - Distrikt Schlochau
  - Distrikt Putzig
  - Distrikt Mirchau
- Ermlandi hercegpüspökség

Danzig, Elbing és Thorn városok formálisan ennek a struktúrának voltak alárendelve, de kiterjedt autonómiai jogokkal rendelkeztek.
Az Ermlandi hercegpüspökség jogilag egyenértékű volt egy vajdasággal. 

## Fordítás
- Ez a szócikk részben vagy egészben  a   Königlich Preußen című német Wikipédia-szócikk fordításán alapul.  Az eredeti cikk szerkesztőit annak laptörténete sorolja fel. Ez a jelzés csupán a megfogalmazás eredetét és a szerzői jogokat jelzi, nem szolgál a cikkben szereplő információk forrásmegjelöléseként.